# Швидкісний спуск (гірський велосипед)

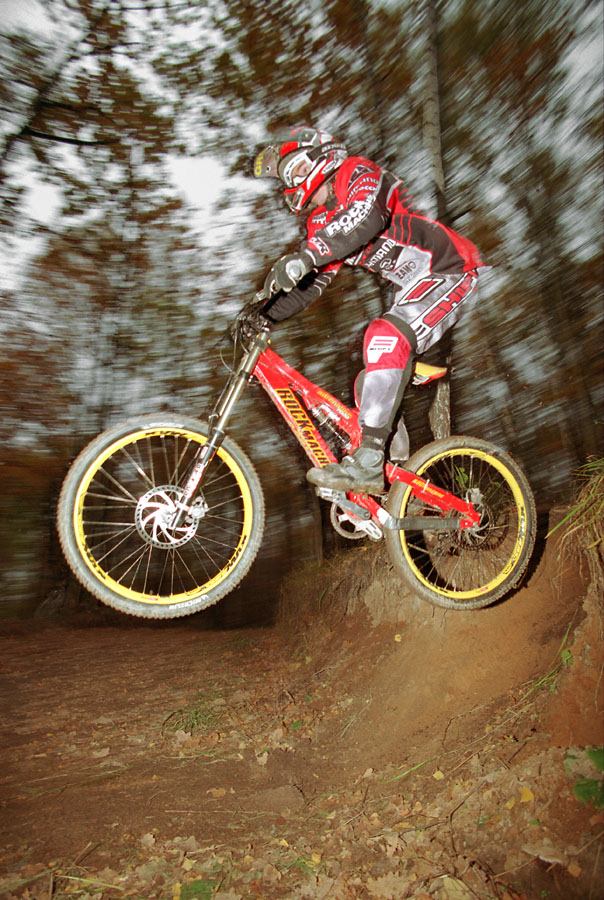
Спортсмен-даун-хілльщик на змаганнях

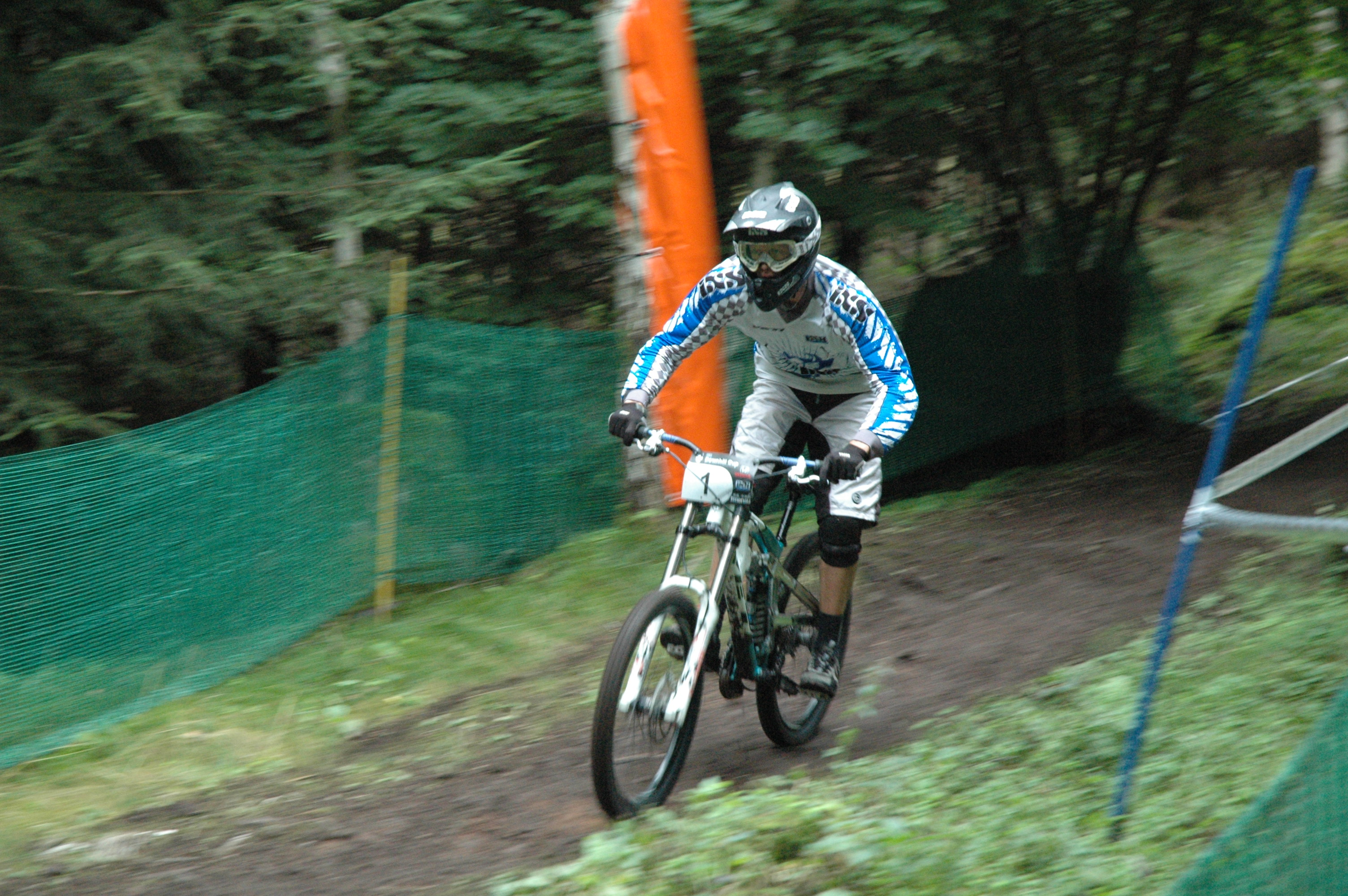

Швидкісний спуск (даун-хілл, англ. downhill — «вниз з пагорба») — екстремальна гоночна дисципліна гірського велосипеда, суть якої полягає в проходженні траси на певний час. Типова траса даун-хілла містить в собі різні ділянки — круті спуски, різкі повороти (контрнахили), нерівності у вигляді ям і горбів, стирчачі камені і корені дерев, іноді вибудовують складніші перешкоди у вигляді біг-ейрів і дропів. Середня швидкість спортсменів на трасі — близько 36 км/год, середній перепад висот — 500 м на 1,5-2 км.

## Велосипеди і спорядження
Сучасні велосипеди для швидкісного спуску важать від 11 до 15 кг. Вони мають систему амортизації обох коліс, а також особливу геометрію рами, відмінну від звичайних гірських велосипедів: завалені кути нахилу вилки і підсідельного штиря для підвищення стабільності на високих швидкостях. Задня підвіска найчастіше з робочим ходом 100—200 мм. Вилка має двохкоронну конструкцію і хід до 250 мм або одинкоронну з ходом 180—190 мм. Гальма використовуються максимально потужні (зазвичай 2-4-поршневі) і комплектуються гальмівними дисками (роторами) збільшеного діаметра (180—220 мм). Діаметр коліс може бути як 24", так і 26" (в основному 26"). В 2014 році стали з'являтися перші даун-хілл-велосипеди з колесами 27.5" (стандарт 650В). Іноді використовується поєднання коліс — спереду 26", ззаду 24". У даун-хіллі використовуються спеціальні широкі посилені ободи — як правило, важкі, стійкі до ударів.
Колеса оснащуються широкими покришками (до 3.0") — для максимального зчеплення з покриттям місцевості, мають агресивний малюнок протектора і сталевий корд; камери, як правило, товсті, для відвертання проколів і порізів.
На ДХ-велосипеди ставлять широке кермо (760—820 мм), і коротке винесення керма (40 мм) — для максимального контролю над байком.
У швидкісному спуску використовується захист для тіла, шолом із захистом обличчя (фулфейс), захист шиї, а також додаткові захисні пристосування для окремих частин тіла (коліно, гомілка, лікоть, голеностоп, кисть, стегно і інше), що захищають від серйозних травм при несподіваних падіннях. Надіваються спеціальні маски, які цілком закривають обличчя і захищають очі від потрапляння пилу, мошви, вітру, бруду і іншого.
Застосовуються спеціальні рукавички з жорсткими вставками, які цілком покривають кисть велосипедиста для захисту кісток кисті при падінні.
Також використовують захист для торсу (так звана черепаха). Захищає усі важливі частини тіла (грудну клітку, плечі, спину, живіт) і лікті при падінні.

## Ресурси Інтернету
- Что такое даун-хилл. Архів оригіналу за 1 вересня 2016. Процитовано 25 червня 2016.
- Статья: Экстремальные спортивные дисциплины [Архівовано 5 травня 2016 у Wayback Machine.]
- Соревнования по downhill (фоторепортаж)
- Даун-хилл, скоростной спуск — статья Велорамы [Архівовано 19 червня 2016 у Wayback Machine.]